# Sihuas (provincie)
Sihuas is een provincie in de regio Ancash in Peru. De provincie heeft een oppervlakte van 1.456 km² en telt 30.529 inwoners (2015). De hoofdplaats van de provincie is het district Sihuas.

## Bestuurlijke indeling
De provincie is verdeeld in tien districten, UBIGEO tussen haakjes:
- (021902) Acobamba
- (021903) Alfonso Ugarte
- (021904) Cashapampa
- (021905) Chingalpo
- (021906) Huayllabamba
- (021907) Quiches
- (021908) Ragash
- (021909) San Juan
- (021910) Sicsibamba
- (021901) Sihuas, hoofdplaats van de provincie

Aija · Antonio Raimondi · Asunción · Bolognesi · Carhuaz · Carlos Fermín · Casma · Corongo · Huaraz · Huari · Huarmey · Huaylas · Mariscal Luzuriaga · Ocros · Pallasca · Pomabamba · Recuay · Santa · Sihuas · Yungay